# NBL 2011/12
Die NBL 2011/12 war die 34. Austragung der australasischen National Basketball League. Die mit acht Teams aus Australien und einem Team aus Neuseeland ausgetragene Meisterschaft begann am 7. Oktober 2011 und endete am 24. April 2012. Im Finale konnte sich die New Zealand Breakers in der best of three Serie gegen die Perth Wildcats in drei Spielen durchsetzen und damit ihren zweiten Meistertitel erringen.

## Modus
Jedes Team trägt in der regulären Saison 14 Heim- und 14 Auswärtsspiele aus. Die in der Endtabelle auf den ersten vier Plätzen stehenden Teams qualifizieren sich für die Playoffs. Das beste Team der Hauptrunde spielt im Halbfinale gegen den Vierten, während der Zweite gegen den Dritten spielt. Im Halbfinale und im Finale gilt der best of three modus.

## Tabelle
Abschlusstabelle nach Ende der Hauptrunde
- Für die Play-offs qualifiziert

| Pl. | Team                  | Spiele | Siege | Niederlagen | Siegquote | Punkte+ | Punkte- | Punktedifferenz | Heimbilanz | Auswärtsbilanz |
| --- | --------------------- | ------ | ----- | ----------- | --------- | ------- | ------- | --------------- | ---------- | -------------- |
| 01. | New Zealand Breakers  | 28     | 21    | 7           | 75,00 %   | 2382    | 2177    | +205            | 13:1       | 8:6            |
| 02. | Perth Wildcats        | 28     | 19    | 9           | 67,66 %   | 2434    | 2171    | +263            | 10:4       | 9:5            |
| 03. | Gold Coast Blaze      | 28     | 17    | 11          | 60,71 %   | 2387    | 2253    | +134            | 10:4       | 7:7            |
| 04. | Townsville Crocodiles | 28     | 15    | 13          | 53,37 %   | 2213    | 2210    | +3              | 11:3       | 4:10           |
| 05. | Cairns Taipans        | 28     | 15    | 13          | 53,37 %   | 2025    | 2107    | −82             | 9:5        | 6:8            |
| 06. | Melbourne Tigers      | 28     | 11    | 17          | 39,29 %   | 2156    | 2239    | −83             | 7:7        | 4:10           |
| 07. | Sydney Kings          | 28     | 11    | 17          | 39,29 %   | 2279    | 2423    | −144            | 5:9        | 6:8            |
| 08. | Wollongong Hawks      | 28     | 9     | 19          | 32,14 %   | 2093    | 2233    | −140            | 4:10       | 5:9            |
| 09. | Adelaide 36ers        | 28     | 8     | 20          | 28,57 %   | 2297    | 2554    | −157            | 4:10       | 4:10           |

## Play-offs

### Modus
Die auf den ersten vier Plätzen der Abschlusstabelle der regulären Saison platzierten Mannschaften qualifizieren sich für die Play-offs. Die beste Mannschaft tritt dabei gegen die viertbeste und die zweitbeste gegen die drittbeste Mannschaft an. Das Halbfinale und das Finale werden im Best-of-three-Modus entschieden.

### Spiele
|  | Halbfinale | Halbfinale            | Halbfinale | Halbfinale | Halbfinale |  |  | Finale | Finale               | Finale | Finale | Finale |
|  |            |                       |            |            |            |  |  |        |                      |        |        |        |
|  |            |                       |            |            |            |  |  |        |                      |        |        |        |
|  | 1          | New Zealand Breakers  | 82         | 94         | 97         |  |  |        |                      |        |        |        |
|  | 4          | Townsville Crocodiles | 99         | 83         | 80         |  |  |        |                      |        |        |        |
|  |            |                       |            |            |            |  |  | 1      | New Zealand Breakers | 104    | 86     | 79     |
|  |            |                       |            |            |            |  |  | 2      | Perth Wildcats       | 98     | 87     | 73     |
|  | 2          | Perth Wildcats        | 85         | 70         | 88         |  |  |        |                      |        |        |        |
|  | 3          | Gold Coast Blaze      | 70         | 72         | 67         |  |  |        |                      |        |        |        |
|  |            |                       |            |            |            |  |  |        |                      |        |        |        |

## Individuelle Auszeichnungen
- Most Valuable Player der regulären Saison (Andrew Gaze Trophy): Kevin Lisch (Perth Wildcats)
- Rookie of the Year: Anatoly Bose (Sydney Kings)
- Best Defensive Player (Damian Martin Trophy): Damian Martin (Perth Wildcats)
- Best Sixth Man: Jesse Wagstaff (Perth Wildcats)
- Most Improved Player: Daniel Johnson (Adelaide 36ers)
- Coach of the Year (Lindsay Gaze Trophy): Andrej Lemanis (New Zealand Breakers)
- Referee of the Year: Michael Aylen
- All-NBL First Team:
  - Kevin Lisch (Perth Wildcats)
  - Cedric Jackson (New Zealand Breakers)
  - Julian Khazzouh (Sydney Kings)
  - Mark Worthington (Gold Coast Blaze)
  - Thomas Abercrombie (New Zealand Breakers)
- All-NBL Second Team:
  - Jamar Wilson (Cairns Taipans)
  - Adam Gibson (Gold Coast Blaze)
  - Cameron Tragardh (Melbourne Tigers)
  - Gary Wilkinson (New Zealand Breakers)
  - Peter Crawford (Townsville Crocodiles)
- All-NBL Third Team:
  - Daniel Johnson (Adelaide 36ers)
  - Eddie Gill (Townsville Crocodiles)
  - Damian Martin (Perth Wildcats)
  - Adris Deleon (Gold Coast Blaze)
  - Jesse Wagstaff (Perth Wildcats)

- Grand Final Series MVP (Larry Sengstock Medal): C. J. Bruton (New Zealand Breakers)